# Hunyady Györgyné
Hunyady Györgyné (született Gárdonyi Zsuzsanna; Gárdony, 1942. június 17. – Budapest, 2019. október 25.) pedagógus, a neveléstudomány művelője, kutatója és képviselője; a magyar tanítóképzés megújítója. Pályájának egyetemi-akadémiai kezdete után a budai tanítóképző főigazgatója, tanszékvezetője lett, később az ELTE professzor emeritusa volt.

## Élete
1960-ban érettségizett a győri középfokú tanítóképzőben, majd 1965-ben az Eötvös Loránd Tudományegyetem Bölcsészettudományi Karán magyar–pedagógia szakon szerzett kitüntetéses diplomát. 1968-ban ugyanitt magyar nyelvészetből doktorált.
Első munkahelye az Országos Pedagógiai Intézet volt, ahol neveléselméleti kutatóként kezdett a tanulók társas-közösségi kapcsolataival, attitűdjeivel foglalkozni. 1974-ben védte meg empirikus kutatáson nyugvó kandidátusi disszertációját, amely első monográfiájának alapja lett. 1973-tól a Magyar Tudományos Akadémia Pedagógiai Kutatócsoportjában dolgozott, a nevelésszociológiai osztály vezetője lett, majd 1980–1984 között az ELTE TTK Neveléstudományi Tanszékén volt egyetemi docens, utóbb tanszékvezető.
1984-től a Budapesti Tanítóképző Főiskola főigazgatójaként feladatának tartotta a tanítóképzés rendszerének korszerűbbé tételét: az elméletileg megalapozottabb, ugyanakkor gyakorlatiasabb képzés egyensúlyának megteremtését. 1987-től több mint 15 éven át a Tanító- és Óvóképzők Országos Tantervfejlesztő Bizottságának vezetőjeként tartalmilag koordinálta az ország 18 tanítóképző intézményének munkáját. 1992–2007 között a budai tanítóképző Neveléstudományi Tanszékének vezetője volt, és irányította a négyéves tanítóképzés koncepciójának kidolgozását, amely – sértetlenül integrálódva a többszintű egyetemi képzés rendszerébe – országos modellé vált.
2006-tól kezdeményezője és felelőse volt a neveléstudomány MA szak A kora gyermekkor pedagógiája szakiránynak; kidolgozta ennek képzési programját, majd professor emeritusként az ELTE PPK és az ELTE TÓK megbízásából szervezte és irányította e képzést 2016-ig. Ezáltal a magyar nevelés történetében először nyílt meg a lehetősége annak, hogy a tanítók és óvodapedagógusok – a mesterszak elvégzése útján – eljuthassanak a doktori fokozat megszerzéséig.

## Munkássága
Kutató-fejlesztő tevékenysége három viszonylag éles határvonallal elkülöníthető szakaszt és irányt ölelt fel.

### Közösségi nevelés
Első munkahelye, az Országos Pedagógiai Intézet kivételesen nagy szervező, véleményező és irányító szerepet ruházott rá, amikor a korábban Pataki Ferenc által vezetett, országos közösségi nevelési kísérlet élére állította. Ez az irányított tapasztalatgyűjtés a makarenkói elveket a hazai gyakorlattal szembesítette, módszertani tapasztalatait – Majzik Lászlónéval együttműködésben – közkézre is bocsátották. Az iskolai tanulói közösségek alakulásának és alakításának vizsgálatában – aspiránsként – elért empirikus eredményeit elemzően foglalta össze 1974-ben megvédett kandidátusi értekezése, amelyet utóbb az Akadémiai Kiadó tett közzé. A közösségi attitűdök formálásának akkoriban ideológiailag túlterhelt területén tényszerű felismeréseket hozott, és szociálpszichológiai fogékonysággal értelmezte azokat, amivel a neveléstudomány korszakos irányváltása szempontjából játszott fontos szerepet. E kutatási irányvétele teljesedett ki az akadémiai kutatócsoport általa inspirált – társadalmi különbségekre érzékeny – projektjeiben, majd kamatozott az ELTE TTK tanárképzésében.

### A tanítóképzés megújítása
Új korszakot jelentett munkájában, amikor a budai tanítóképző főigazgatói posztjára kapott felkérést. A magyar tanítóképzésben kulcsfontosságú szerepet betöltő intézménynek egy sor újszerű feladattal kellett ekkor megbirkóznia. A főigazgató feladata volt, hogy az intézmény helyét stabilizálja a felsőoktatásban, ösztönözze az oktatás kutatási hátterének megteremtetését; kialakítsa a képzés kibővült, négyéves programját, a rendszerváltás szellemében gazdagítsa ennek tartalmát az alternativitás és a társadalmi kisebbségek felkarolásának jegyében. Továbbá, hogy őrizze a képzés élő kapcsolatát a sűrű változásokon átesett iskolai gyakorlattal, és arra ösztönző hatást fejtsen ki. 
Meghatározó, személyes szerepe volt abban, hogy az intézmény és annak megújult vezetése (Bollókné Panyik Ilona, Kálmánné Bors Irén, utóbb Véghelyi Józsefné és mások) e feladatokkal eredményesen birkózott meg. A tantervfejlesztést a magyar felsőoktatásban úttörő és példamutató módon kísérleti fejlesztéssel alapozta meg. Együttműködött a tanító- és óvóképzés teljes hazai spektrumával, aminek formális kerete az általa – főigazgatói leköszönése után is – hosszú távon vezetett országos tantervfejlesztési bizottság volt. Személyes, aktív, újraválasztással és kitüntetésekkel sokszorosan elismert szerepvállalása a neveléstudomány és az oktatásügy intézményes fórumain (MTA és Magyar Felsőoktatási Akkreditációs Bizottság, Magyar Pedagógiai Társaság és számos szerkesztőség munkájában) hozzájárult a tanítóképzés és átfogóan a pedagógusképzés korszakos megbecsüléséhez. 

### Iskolapedagógia
A 90-es évek második felében és az ezredfordulót követően sajátos oktatási-kutatási együttműködés alakult ki pályatársával, M. Nádasi Máriával a tanítóképzésben, az ELTE pedagógiai mesterszakán és a pedagógus-továbbképzésben. A közös órákra való felkészülés és ezek közös értékelése, a közös háttérkutatás és eredményeinek oktatásban való érlelése egy sor úttörő tanulmány és kötet formájában is testet öltött. A pedagógia iskolai gyakorlatában gyökerezett és annak kihívásaira keresett választ szisztematikus írásuk a helyi tantervkészítésről, a pedagógiai értékeléséről, a diszfunkcionálisan működő iskola „fekete pedagógiájáról” és az iskolaképről, amely a tanulókban, a szülőkben és magukban a pedagógusokban él. 
Színvonalas pedagógiai munkássága nem szakadt el eredeti végzettségének másik szálától, a magyartanítástól sem. Nemcsak doktori munkájában foglalkozott a nyelvtantanítással – amely közös érdeklődési területe volt Takács Etellel, iránymutató kedves tanárával, kinek nevében és nevével pedagógusokat segítő alapítványt hozott létre – de minden képzési szinten indított kurzusokat a szépirodalomban megjelenő pedagógiai dilemmákról, jó és aggályos példákról, kimondott vagy kifejthető tanulságokról.

## Szakmai közéleti tevékenysége
- Magyar Tudományos Akadémia Pedagógiai Bizottság - tag, majd több cikluson keresztül tisztségviselő: titkár, alelnök
- Magyar Pedagógiai Társaság - vezetőségi tag, majd alelnök
- A VII. Országos Nevelésügyi Kongresszus - elnökhelyettes (2008)
- Országos (óvó- és tanítóképzési) Tantervfejlesztő Bizottság – vezető (1987-2002)
- Magyar Felsőoktatási Akkreditációs Bizottság
- Országos Köznevelési Tanács
- Takács Etel Pedagógiai Alapítvány – alapító, kuratóriumi tag (1994-2019)
- közreműködés könyvsorozatok (Korszerű pedagógia, Tanítók kiskönyvtára) és szakmai folyóiratok szerkesztésében (Új Pedagógiai Szemle, Magyar Pedagógia, Pedagógusképzés)

## Családja
Édesanyja Tamás Margit, édesapja Gárdonyi Lajos kántortanító, iskolaigazgató, a Veszprém megyei Pedagógiai Intézet megszervezője és első vezetője volt. 1964-ben kötött házasságot, férje Hunyady György szociálpszichológus, az ELTE egyetemi tanára, a Magyar Tudományos Akadémia rendes tagja. 1974-ben született ikergyermekeik Hunyady Orsolya és Hunyady András.

## Díjai, elismerései
- A Gyermekekért díj (1985)
- Apáczai Csere János-díj (1992)
- Trefort Ágoston-díj (1995)
- Gyertyánffy István-emlékérem (2000)
- Széchenyi István-ösztöndíj (2003–2006)
- Magyar Köztársasági Érdemrend arany fokozat (2006)
- Állami Szent-Györgyi Albert-díj (2009)
- Az MPT Ádám György-érdemérme (2019)

## Főbb publikációi
- 1977 - Hunyady Györgyné: Kollektivitás az iskolai osztályokban, Akadémiai Kiadó
- 1988-1990, Hunyady Györgyné, Magyarfalvy Lajos: (szerk és bev) A tartalmilag megújított négyéves tanítóképzés, A felsőoktatás fejlesztését szolgáló kutatások. BTF
- 2006 - Hunyady Györgyné, M. Nádasi Mária, Serfőző Mónika: "Fekete pedagógia", Argumentum Kiadó
- 2009 - Hunyady Györgyné, M. Nádasi Mária: Pozitív iskolai élmények az emlékezet tükrében, In: Kozma, T; Perjés, I (szerk.) Új kutatások a neveléstudományokban, 2008, MTA Pedagógiai Bizottság (2009) pp. 59-69.
- 2012 - Hunyady Györgyné: Rendszerváltás a tanítóképzésben, ISKOLAKULTÚRA 22: pp. 36-50.
- 2014 - Hunyady Györgyné, M. Nádasi Mária: Az iskolakép változatai és változásai, ELTE Eötvös Kiadó
- 2019 - Kereszty Zsuzsa, Hunyady Györgyné: Cigány gyerekek és a tanítóképzés, ISKOLAKULTÚRA 28: (12) pp. 95-114.

## Emlékezete

### Emlékkötetek
- M. Nádasi Mária (szerk.): Pedagógusok tanítója – Emlékkötet Hunyady Zsuzsa tiszteletére; Takács Etel Pedagógiai Alapítvány; ELTE Eötvös Kiadó; Budapest, 2020
- Podráczky Judit (szerk.): Életmű a pedagógus szakma fejlesztésének szolgálatában – Emlékezések Hunyady Zsuzsa szakmai közéleti, kutatói és oktatásfejlesztő tevékenységére; Takács Etel Pedagógiai Alapítvány és ELTE TÓK; Budapest, 2020

### Emlékfa
- Gárdonyi szülőháza közelében, Gárdony, Bóné Kálmán utca 8.